# David Paul Ausubel
David Paul Ausubel (* 25. Oktober 1918 in Brooklyn, New York, NY; † 9. Juli 2008 in New York) war ein US-amerikanischer Pädagoge, Lerntheoretiker und Hochschullehrer.

## Leben und Leistungen
Ausubel studierte Medizin, spezialisierte sich als Psychiater und kam über die Psychologie zur Pädagogik. Ausgehend von Jean Piaget entwickelte Ausubel seine eigene lerntheoretische Variante des Kognitivismus. Einige Autoren ordnen die Theorie von Ausubel allerdings auch dem Konstruktivismus (Lernpsychologie) zu.
Ausubel wies darauf hin, dass Lernen in der Verknüpfung von neuem Stoff mit bereits vorhandenem Wissen besteht (Assimilation). So ist beispielsweise die Muttersprache beim Fremdsprachenlernen eine enorme Hilfe und soll Ausubel zufolge auch als solche im Unterricht verwendet werden. Um diese Verknüpfung von Neuem und Altem zu erleichtern, soll der Lehrer den Stoff klar vorstrukturieren (Advance Organizer).
Von einer ähnlichen Lerntheorie wie Ausubel geht Jerome Bruner aus, betont aber im Gegensatz zu Ausubel mehr materielle als formale Lernziele. Trotz einer hohen Übereinstimmung zwischen Ausubel und Bruner hinsichtlich des Ziels gab es zwischen den beiden eine jahrelange, heftige Kontroverse um die Frage, wie beim Lehren kognitive Strukturen aufgebaut werden (sollen); Bruner stellte dem rezeptiven Lernen (Lehrervortrag, Lehrfilm) nach Ausubel ein entdeckendes Lernen (Projektunterricht) entgegen.

## Schriften
- The use of advance organizers in the learning and retention of meaningful verbal material. Journal of Educational Psychology, 51, 267–272 (1960).
- The Psychology of Meaningful Verbal Learning. New York: Grune & Stratton (1963).
- Learning Theory and classroom Practice. Ontario: The Ontario Institute For Studies In Education (1967)
- Educational Psychology, A Cognitive View. New York: Holt, Rinehart and Winston (1968).
- in Radical School Reform: Critique and Alternatives, edited by Cornelius J. Troost. Boston: Little, Brown and Company (1973).